# 基及树
基及树（学名：Ehretia microphylla），又名小葉厚殼樹，俗稱福建茶或貓仔樹，日文名福満木（フクマンギ）为紫草科厚殼樹屬下的一个种，原生於亞洲東半部、新幾內亞、澳洲東北部與索羅門群島，在夏威夷則是入侵物種。
其种加词microphylla，意为“小叶的”。